# Les Fils du vent (roman)
Pour les articles homonymes, voir Les Fils du vent.
Les Fils du vent (titre original : Gypsies) est un roman de science-fiction de l'écrivain canadien Robert Charles Wilson publié aux États-Unis en 1988 et en France en 1994.

## Éditions
- Gypsies, Doubleday, 1er décembre 1988, 232 p.  (ISBN 0-385-24933-0)
- Les Fils du vent, J'ai lu, coll. « Science-fiction » no 3621, 11 janvier 1994, trad. Isabelle Stoianov, 320 p.  (ISBN 2277236217)
- Les Fils du vent, Gallimard, coll. « Folio SF » no 199, 3 février 2005, trad. Isabelle Stoianov, 318 p.  (ISBN 2070316424)